# Schweiggeria
Schweiggeria es un género de plantas con flores perteneciente a la familia Violaceae. Violacecae es una familiar del orden Malpighiales. En la península ibérica consta de plantas herbáceas mientras que en los trópicos consta de especies arbustivas, arbóreas y sobre todo lianas. Comprende cuatro especies.

## Especies seleccionadas
- Schweiggeria floribunda
- Schweiggeria fruticosa
- Schweiggeria mexicana
- Schweiggeria pauciflora